# Liste der Mitglieder der Deutschen Akademie der Naturforscher Leopoldina/1715
Die Liste der Mitglieder der Deutschen Akademie der Naturforscher Leopoldina für 1715 enthält alle Personen, die im Jahr 1715 zum Mitglied ernannt wurden. Insgesamt gab es zehn gewählte Mitglieder.

## Mitglieder
| Nr. | Name                         | Beiname        | Geboren       | Aufnahme | Gestorben     | Bild                                          | Datenbank |
| --- | ---------------------------- | -------------- | ------------- | -------- | ------------- | --------------------------------------------- | --------- |
| 313 | Lorenz Heister               | Sostratus I.   | 19. Sep. 1683 | 18. Feb. | 18. Apr. 1758 | Lorenz Heister                                | 3745      |
| 314 | Johann Philipp Eysel         | Philoxenus I.  | 7. Sep. 1651  | 7. Mrz.  | 30. Juni 1717 | Johann Philipp Eysel                          | 2683      |
| 315 | Conrad Arnold von Vincquedes | Artephius      | 1656          | 11. Mrz. |               |                                               | 7050      |
| 316 | Johann Gabriel Doppelmayr    | Conon          | 27. Sep. 1677 | 2. Apr.  | 1. Dez. 1750  | Johann Gabriel Doppelmayr                     | 3207      |
| 317 | Christian Gottlieb Reusner   | Dorotheus I.   | 1672          | 20. Sep. | 1730          |                                               | 6188      |
| 318 | Christoph Ludwig Göckel      | Philostorgius  | 17. März 1690 | 9. Okt.  | 8. Feb. 1759  |                                               | 2954      |
| 319 | Johann Philipp Breyne        | Callimachus I. | 1680          | 10. Okt. | 1764          |                                               | 2157      |
| 320 | Johann Georg Liebknecht      | Demetrius I.   | 23. Apr. 1679 | 25. Sep. | 17. Sep. 1749 | Liebknecht in der Gießener Professorengalerie | 4217      |
| 321 | Johann Franz Rauch           | Charixenes     |               | 20. Okt. | 25. Okt. 1750 |                                               | 6131      |
| 322 | Christian Gotthard Wilisch   | Bassus I.      | 26. Aug. 1691 | 20. Dez. | 12. Apr. 1730 |                                               | 7291      |